# Edward McDonnell (Unternehmer)
Sir Edward McDonnell (* 1806 in Dublin; † 23. November 1860 ebenda) war ein irischer Unternehmer und Oberbürgermeister von Dublin.
Im Jahr 1849 wurde er zum Ritter geschlagen. Die Auszeichnung wurde ihm von George Villiers, 4. Earl of Clarendon, der zu diesem Zeitpunkt Lord Lieutenant of Ireland war, anlässlich der Eröffnung der Great Southern and Western Railway verliehen. McDonnell war Vorsitzender der Great Southern and Western Railway Company of Ireland.
McDonnell war Magistrat und Ratsherr (alderman) bevor er schließlich im Jahr 1854 das Amt des Oberbürgermeisters von Dublin (Lord Mayor of Dublin) ausübte. Als Unternehmer betätigte sich McDonnell vor allem in der Papiererzeugung und dem Handel.
Seit 1832 war er mit Catharine Costigin verheiratet. Er starb November 1860 im Alter von 54 Jahren in seinem am Merrion Square gelegenen Haus.